# جين واشنطن
جين واشنطن (بالإنجليزية: Gene Washington)‏ هو لاعب كرة قدم أمريكية أمريكي، ولد في 23 نوفمبر 1944 في لا بورت في الولايات المتحدة.

## وصلات خارجية
- جين واشنطن على موقع مرجع كرة القدم المحترفة.كوم (الإنجليزية)
- جين واشنطن على موقع كلية كرة القدم في سبورتس رفرنس.كوم (الإنجليزية)